# Villedômer
Villedômer est une commune française située dans le département d'Indre-et-Loire, en région Centre-Val de Loire.
Ses habitants sont appelés les Villedomériens, Villedomériennes ou Villedomerriens, Villedomerriennes.

## Géographie

### Situation

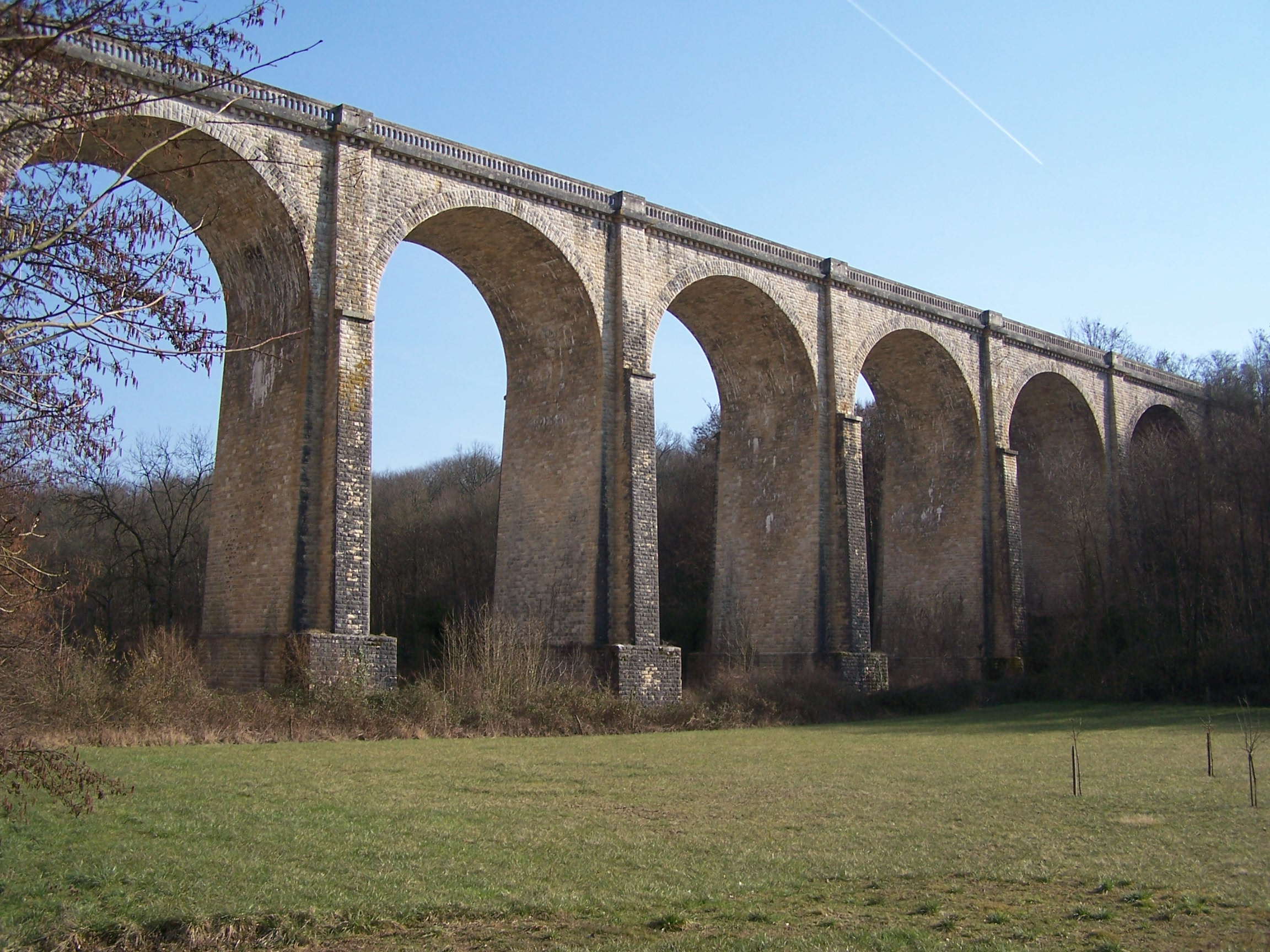
Le viaduc de Villedômer qui franchit la vallée du Madelon à Villedômer

Le village est situé sur le Madelon qui se jette dans la Brenne près du pont Matois, à 6 km en aval de la ville de Château-Renault.
La commune est traversée par la D 910 à La Grand'Vallée et par la ligne de chemin de fer Brétigny - Tours qui emprunte un viaduc long de 165 m pour franchir la vallée du Madelon.
| Saint-Laurent-en-Gâtines | Le Boulay  | Château-Renault     |
| Crotelles                | Villedômer | Auzouer-en-Touraine |
|                          | Reugny     | Neuillé-le-Lierre   |

### Hydrographie

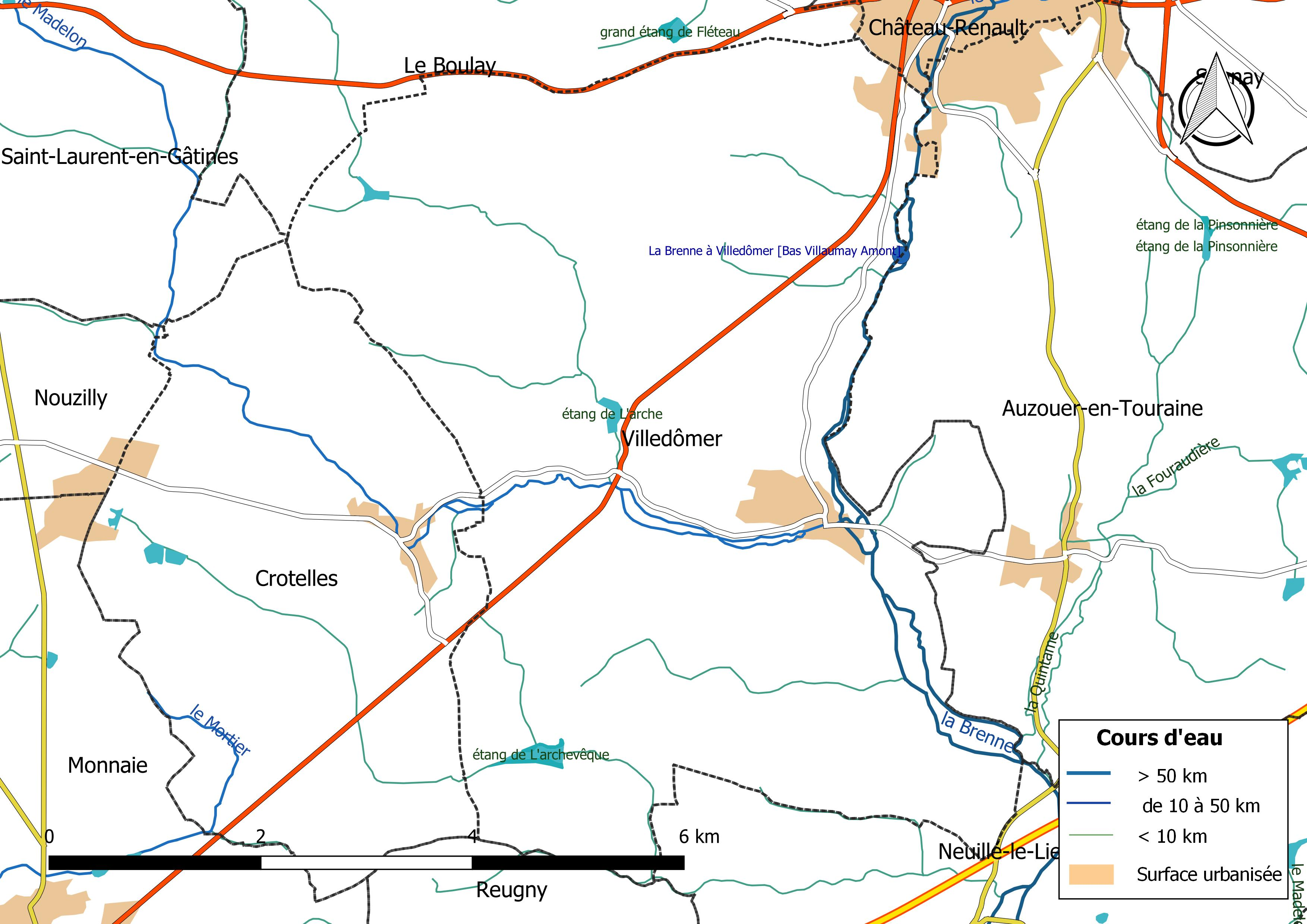
Réseau hydrographique de Villedômer.

Le réseau hydrographique communal, d'une longueur totale de 38,45 km, comprend deux cours d'eau notables, la Brenne (6,477 km) et le Madelon (3,833 km), et divers petits cours d'eau pour certains temporaires,.
La Brenne, d'une longueur totale de 54,2 km, prend sa source à 127 mètres d'altitude près du lieu-dit Le Moulin à Vent sur la commune de Pray et se jette dans la Cisse à Vernou-sur-Brenne, à 50 mètres d'altitude, à l'est de Vouvray 15 communes. Le régime de la Brenne, dont le bassin hydographique recouvre 263 km2, est directement relevé à la station implantée sur le territoire communal. Sur une période d'étude de 31 ans (de 1968 à 1999), le module de ce cours d'eau, autrement dit son « débit moyen interannuel », fluctuant entre une valeur minimale de 0,458 m3/s (donnée relevé en 1973) et une valeur maximale de 2,140 m3/s (chiffre enregistré en 1999), est de l'ordre de 1,2 m3/s. De façon globale, pour une période considérée de un an, l'écoulement moyen mensuel de la Brenne atteint son plus important taux pendant les mois hivernaux et premiers mois printaniers avec plus de 4,0 m3/s en février ; et ce à contrario des mois estivaux, ou mois secs, où son taux se révèle alors inférieur à 0,5 m3/s, soit 0,357 m3/s. Par ailleurs, les débordements de l'affluent ligérien se produisent lorsque son débit est supérieur à une valeur de 8 m3/s. Sur le plan piscicole, la Brenne est classée en première catégorie piscicole. Le groupe biologique dominant est constitué essentiellement de salmonidés (truite, omble chevalier, ombre commun, huchon).
Le Madelon, d'une longueur totale de 13,5 km, prend sa source dans la commune de Saint-Laurent-en-Gâtines, traverse la commune d'ouest en est et se jette dans la Brenne dans le bourg, après avoir traversé 4 communes.
Ce cours d'eau est classé dans la liste 1 au titre de l'article L. 214-17 du code de l'environnement sur le Bassin Loire-Bretagne. Du fait de ce classement, aucune autorisation ou concession ne peut être accordée pour la construction de nouveaux ouvrages s'ils constituent un obstacle à la continuité écologique et le renouvellement de la concession ou de l'autorisation des ouvrages existants est subordonné à des prescriptions permettant de maintenir le très bon état écologique des eaux. Sur le plan piscicole, le Madelon est également classé en deuxième catégorie piscicole.
Quatre zones humides ont été répertoriées sur la commune par la direction départementale des territoires (DDT) et le conseil départemental d'Indre-et-Loire : « l'étang de l'Archevêque », « la vallée du Ruisseau de Gâtines jusqu'à la Grande la vallée », « la vallée de la Brenne de Château-Renault à Neuillé-le-Lierre » et « la vallée du Ruisseau du Madelon »,.

### Climat
Pour des articles plus généraux, voir Climat du Centre-Val de Loire et Climat d'Indre-et-Loire.
En 2010, le climat de la commune est de type climat océanique dégradé des plaines du Centre et du Nord, selon une étude du CNRS s'appuyant sur une série de données couvrant la période 1971-2000. En 2020, Météo-France publie une typologie des climats de la France métropolitaine dans laquelle la commune est exposée à un climat océanique altéré et est dans la région climatique  Moyenne vallée de la Loire, caractérisée par une bonne insolation (1 850 h/an) et un été peu pluvieux. 
Pour la période 1971-2000, la température annuelle moyenne est de 11 °C, avec une amplitude thermique annuelle de 14,7 °C. Le cumul annuel moyen de précipitations est de 726 mm, avec 10,9 jours de précipitations en janvier et 7 jours en juillet. Pour la période 1991-2020, la température moyenne annuelle observée sur la station météorologique de Météo-France la plus proche, sur la commune de Saint-Laurent-en-Gâtines à 9 km à vol d'oiseau, est de 11,6 °C et le cumul annuel moyen de précipitations est de 769,1 mm,. Pour l'avenir, les paramètres climatiques de la commune estimés pour 2050 selon différents scénarios d'émission de gaz à effet de serre sont consultables sur un site dédié publié par Météo-France en novembre 2022.

## Urbanisme

### Typologie
Au 1er janvier 2024, Villedômer est catégorisée bourg rural, selon la nouvelle grille communale de densité à sept niveaux définie par l'Insee en 2022.
Elle est située hors unité urbaine. Par ailleurs la commune fait partie de l'aire d'attraction de Tours, dont elle est une commune de la couronne,. Cette aire, qui regroupe 162 communes, est catégorisée dans les aires de 200 000 à moins de 700 000 habitants,.

### Occupation des sols
L'occupation des sols de la commune, telle qu'elle ressort de la base de données européenne d’occupation biophysique des sols Corine Land Cover (CLC), est marquée par l'importance des territoires agricoles (77,5 % en 2018), une proportion sensiblement équivalente à celle de 1990 (77,9 %). La répartition détaillée en 2018 est la suivante : 
terres arables (62,4 %), forêts (20,4 %), prairies (11,8 %), zones agricoles hétérogènes (3,2 %), zones urbanisées (2,2 %). L'évolution de l’occupation des sols de la commune et de ses infrastructures peut être observée sur les différentes représentations cartographiques du territoire : la carte de Cassini (XVIIIe siècle), la carte d'état-major (1820-1866) et les cartes ou photos aériennes de l'IGN pour la période actuelle (1950 à aujourd'hui).

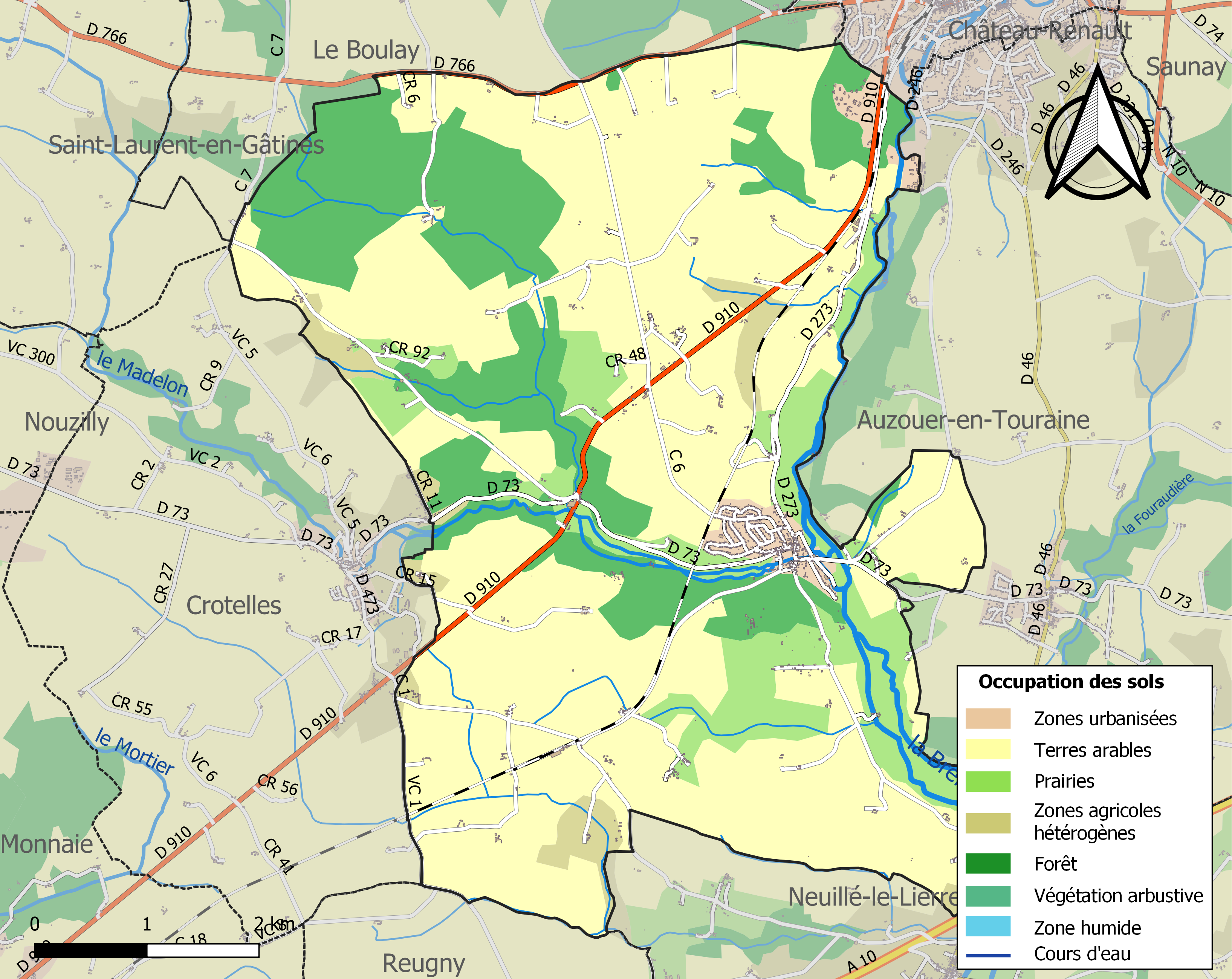
Carte des infrastructures et de l'occupation des sols de la commune en 2018 (CLC).

### Risques majeurs
Le territoire de la commune de Villedômer est vulnérable à différents aléas naturels : météorologiques (tempête, orage, neige, grand froid, canicule ou sécheresse) et séisme (sismicité très faible). Il est également exposé à un risque technologique, et  le risque industriel. Un site publié par le BRGM permet d'évaluer simplement et rapidement les risques d'un bien localisé soit par son adresse soit par le numéro de sa parcelle.

#### Risques naturels

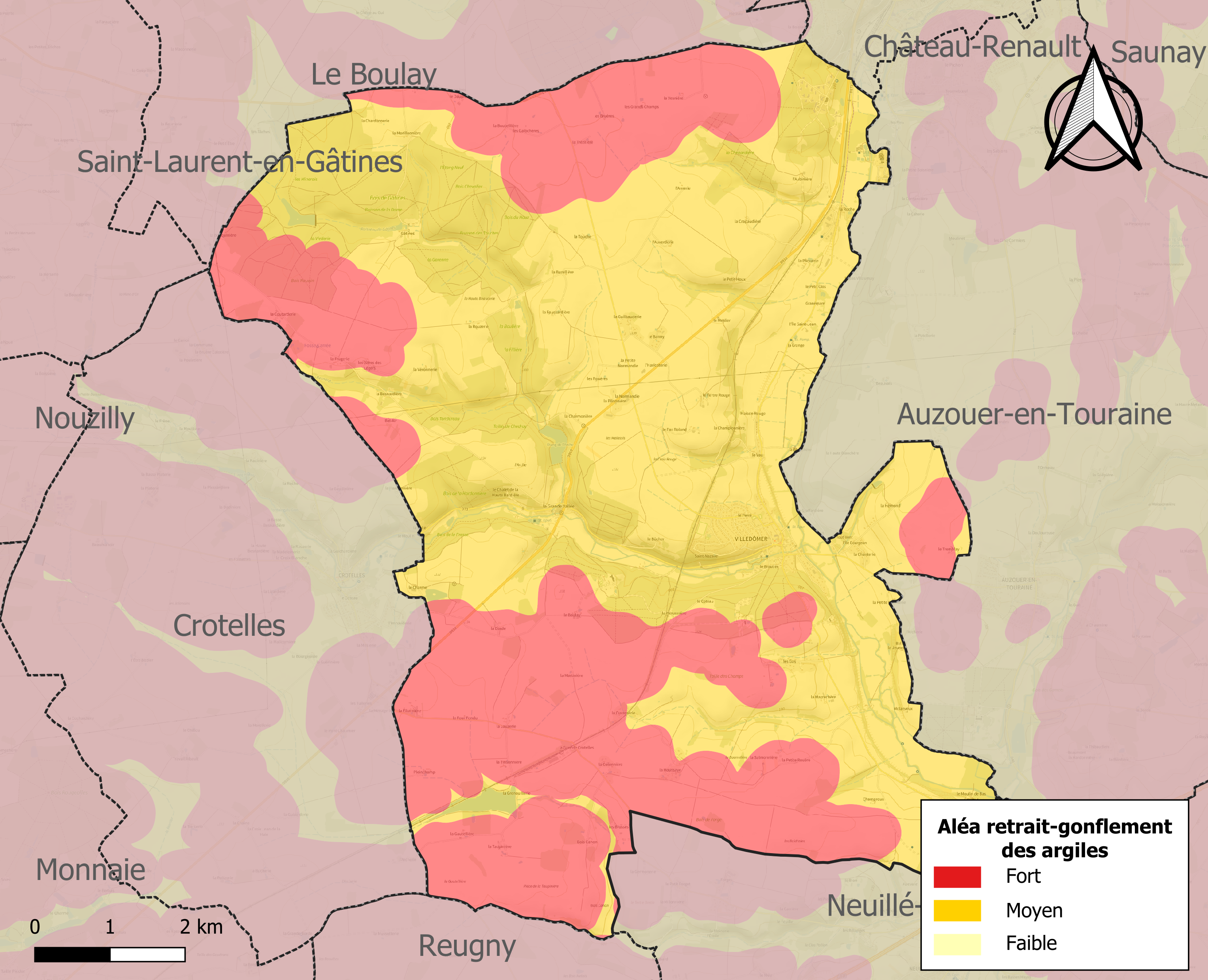
Carte des zones d'aléa retrait-gonflement des sols argileux de Villedômer.

Le retrait-gonflement des sols argileux est susceptible d'engendrer des dommages importants aux bâtiments en cas d’alternance de périodes de sécheresse et de pluie. La totalité de la commune est en aléa moyen ou fort (90,2 % au niveau départemental et 48,5 % au niveau national). Sur les 597 bâtiments dénombrés sur la commune en 2019, 597 sont en aléa moyen ou fort, soit 100 %, à comparer aux 91 % au niveau départemental et 54 % au niveau national. Une cartographie de l'exposition du territoire national au retrait gonflement des sols argileux est disponible sur le site du BRGM,.
Concernant les mouvements de terrains, la commune a été reconnue en état de catastrophe naturelle au titre des dommages causés par la sécheresse en 1996, 1997, 2011 et 2019 et par des mouvements de terrain en 1999.

#### Risques technologiques
La commune est exposée au risque industriel du fait de la présence sur son territoire d'une entreprise soumise à la directive européenne SEVESO.

## Histoire
Charles III le Gros, empereur, donna en 886 la villa de Villedômer (villa Domeris) au chapitre de l'église Saint-Maurice de Tours. Cet acte est la première mention écrite de Villedômer. [réf. nécessaire]

## Politique et administration

### Tendances politiques et résultats
| Scrutin             | Scrutin             | 1er tour | 1er tour | 1er tour | 1er tour | 1er tour | 1er tour | 1er tour | 1er tour  | 1er tour | 1er tour | 1er tour | 1er tour | 2d tour | 2d tour | 2d tour | 2d tour | 2d tour | 2d tour |
| Scrutin             | Scrutin             | 1er      | 1er      | %        | 2e       | 2e       | %        | 3e       | 3e        | %        | 4e       | 4e       | %        | 1er     | 1er     | %       | 2e      | 2e      | %       |
| ------------------- | ------------------- | -------- | -------- | -------- | -------- | -------- | -------- | -------- | --------- | -------- | -------- | -------- | -------- | ------- | ------- | ------- | ------- | ------- | ------- |
| Présidentielle 2017 | Présidentielle 2017 |          | FN       | 27,47    |          | LR       | 20,76    |          | EM        | 17,09    |          | LFI      | 15,70    |         | EM      | 60,03   |         | FN      | 39,97   |
| Présidentielle 2022 | Présidentielle 2022 |          | LREM     | 26,72    |          | RN       | 26,06    |          | LFI       | 18,65    |          | REC      | 6,88     |         | LREM    | 52,00   |         | RN      | 48,00   |
| Législatives 2022   | 2e                  |          | RE-Ens   | 29,34    |          | RN       | 26,83    |          | LFI-Nupes | 21,04    |          | LR       | 8,88     |         | RE      | 50,22   |         | LFI     | 49,78   |
| Législatives 2024   | 2e                  |          | RN       | 40,79    |          | RE-Ens   | 29,61    |          | LFI-NFP   | 20,54    |          | LR       | 6,04     |         | RE      | 53,18   |         | RN      | 46,82   |

### Liste des maires
| Période                                  | Période   | Identité                 | Étiquette | Qualité       |
| ---------------------------------------- | --------- | ------------------------ | --------- | ------------- |
| mars 2001                                | mars 2008 | Jean Louis Simon         |           |               |
| mars 2008                                | mai 2020  | Marie-Claude Foucher     | DVD       | Fonctionnaire |
| mai 2020                                 | En cours  | Chantal Gonzalez-Bourges | DVD       |               |
| Les données manquantes sont à compléter. |           |                          |           |               |

### Politique environnementale
Dans son palmarès 2016, le Conseil National des Villes et Villages Fleuris de France a attribué une fleur à la commune au Concours des villes et villages fleuris.

### Jumelages
Stapleford (Angleterre) depuis 38 ans.

## Population et société

### Démographie
L'évolution du nombre d'habitants est connue à travers les recensements de la population effectués dans la commune depuis 1793. Pour les communes de moins de 10 000 habitants, une enquête de recensement portant sur toute la population est réalisée tous les cinq ans, les populations de référence des années intermédiaires étant quant à elles estimées par interpolation ou extrapolation. Pour la commune, le premier recensement exhaustif entrant dans le cadre du nouveau dispositif a été réalisé en 2008.

En 2022, la commune comptait 1 299 habitants, en évolution de −6,14 % par rapport à 2016 (Indre-et-Loire : +1,67 %, France hors Mayotte : +2,11 %).
| 1793 | 1800  | 1806  | 1821  | 1831  | 1836  | 1841  | 1846  | 1851  |
| ---- | ----- | ----- | ----- | ----- | ----- | ----- | ----- | ----- |
| 860  | 1 024 | 1 090 | 1 018 | 1 050 | 1 096 | 1 109 | 1 115 | 1 065 |

| 1856  | 1861  | 1866  | 1872 | 1876 | 1881  | 1886  | 1891  | 1896  |
| ----- | ----- | ----- | ---- | ---- | ----- | ----- | ----- | ----- |
| 1 066 | 1 003 | 1 024 | 946  | 996  | 1 043 | 1 075 | 1 212 | 1 107 |

| 1901  | 1906  | 1911  | 1921 | 1926 | 1931 | 1936 | 1946 | 1954 |
| ----- | ----- | ----- | ---- | ---- | ---- | ---- | ---- | ---- |
| 1 066 | 1 028 | 1 054 | 981  | 990  | 951  | 926  | 897  | 890  |

| 1962 | 1968 | 1975 | 1982  | 1990  | 1999  | 2006  | 2008  | 2013  |
| ---- | ---- | ---- | ----- | ----- | ----- | ----- | ----- | ----- |
| 836  | 769  | 992  | 1 116 | 1 095 | 1 135 | 1 263 | 1 294 | 1 391 |

| 2018  | 2022  | - | - | - | - | - | - | - |
| ----- | ----- | - | - | - | - | - | - | - |
| 1 334 | 1 299 | - | - | - | - | - | - | - |

### Enseignement
Villedômer se situe dans l'Académie d'Orléans-Tours (Zone B) et dans la circonscription d'Amboise.
L'école primaire accueille les élèves de la commune.

## Économie
Villedômer possédait son camping municipal, sur le Madelon.

## Associations
- Association E.C.E.V. (Exercice Chinois d'Entretien de la Vitalité par Qi Gong)
- Club Villedômer Loisir  (tarot, danse folklorique, ping-pong et la chorale)
- Club de la belle époque
- l'Arbre (Association pour le Respect de la Brenne et de son Environnement)
- Loisirs Créatifs de Villedômer
- A.S. VILLEDOMER (Association Sportive créée en 1925)
- Bad Club de Villedômer (badminton)
- Tennis Club Villedômer-Auzouer
- AGV (Association de Gymnastique Volontaire)

## Lieux et monuments
- Château de la Noue.
- Lavoir.
- Église Saint-Vincent Saint-Gilles du XIIe siècle, remaniée fin XVe siècle début XVIe siècle. Portail du XIXe siècle.
- Abbaye de Gastines[36] fondée en 1138 et reconstruite vers 1207. Elle subît plusieurs dégradations et restaurations au cours des siècles (XVIe, XVIIe et XVIIIe siècles).
- Viaduc de Villedômer, 1867. En décembre 1870, les Prussiens tentèrent de le détruire, puis, en juin 1944, il fut bombardé par deux fois par l'aviation anglaise.

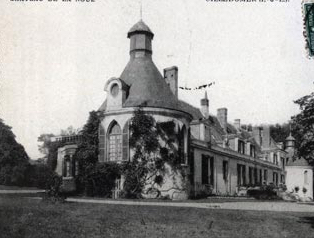
Le château de la Noue

## Personnalités liées à la commune
- Émile Bouin, ancien directeur de l'école, a été fait prisonnier pendant la guerre. Il a beaucoup aidé les résistants. Il est mort dans un camp de déportation avant la fin de la guerre. L'école de Villedômer porte son nom[37].
- Claude Bernard (1929-2022), célèbre marchand d'art français de Saint-Germain-des-Prés, vivait dans la commune[38].